# キングコング対ゴジラ
- キングコング > キングコング対ゴジラ
- ゴジラシリーズ > キングコング対ゴジラ

『キングコング対ゴジラ』は、1962年（昭和37年）8月11日に公開された日本映画で、ゴジラシリーズの第3作。キングコングの権利を所有していたRKO社とのライセンス提携作品であるほか、東宝創立30周年記念作品でもある。日本での配給は東宝、アメリカではユニバーサル・インターナショナルがそれぞれ担当した。総天然色、東宝スコープ。音声は多元磁気立体音響。略称は『キンゴジ』。監督は本多猪四郎、主演は高島忠夫。
アメリカが生んだ怪獣キャラクターの元祖「キングコング」をゲストに迎え、ゴジラが7年ぶりに復活した。前作『ゴジラの逆襲』の続編であるが、前々作『ゴジラ』から描かれてきた反核のイメージはほぼ廃され、キングコングとゴジラの激闘をユーモアを交えて描いた、明快な娯楽映画の色彩が非常に強い作品となっている。封切興行時は『明治天皇と日露大戦争』に次いで邦画過去第2位（当時）、ゴジラシリーズ中では歴代1位となる1,120万人を動員する大ヒットを記録した。その後、1964年7月に東宝の契約館で再上映され、1970年と1977年に東宝チャンピオンまつりで改訂短縮版が公開された。

## 概要
1955年公開の『ゴジラの逆襲』以来、7年ぶりの新作であり、ゴジラ映画としては初めてのカラー・ワイド製作、さらにシネマスコープの類にあたる「TOHO SCOPE」（東宝スコープ）で上映された作品である。また、関沢新一のゴジラ映画デビュー作でもある。本作品で初めて、ゴジラの体色や放射能火炎の青白い色が披露された。日米両雄の対決は、1958年に開催された力道山対ルー・テーズにちなむものであり、本作品以降、怪獣映画は単独キャラクターものから対決路線へと転換していった。内容や製作体制において、本作品が昭和ゴジラシリーズの礎を築いたとされる。
タイトルクレジットのバックの密林、キングコングがゴジラの口に木を突っ込むシーンや女性をさらって国会議事堂によじ登るシーンなど、本家『キング・コング』へのオマージュ的シーンが多い。公開時の宣伝スチールでは、本家のキングコングの写真がゴジラと合成されて多数使われていた。
主要襲撃地点は那須、東京、富士山麓、熱海。ミニチュアで作られた熱海城は、ゴジラとキングコングに破壊される。ファロ島では、本物のタコと模型のタコを使い分けた大ダコも登場する。
序盤のストーリーはテレビ業界が中心となっており、テレビの普及率が高まっていた公開当時の世相を反映している。監督の本多猪四郎は、当時のテレビ業界のイメージに対する皮肉を込めたといい、公開当時よりもテレビが普及した後の時代の方が、本作品での視聴率競争への問題意識が理解できるかもしれないとの旨を、後年のインタビューにて述べている。
昭和ゴジラシリーズでは、公開前後に何らかの媒体で漫画化されるのが恒例であったが、本作品は漫画化されていない。また、一時期キングコングの写真使用に制限があったため、関連書籍は少ない。

## ストーリー

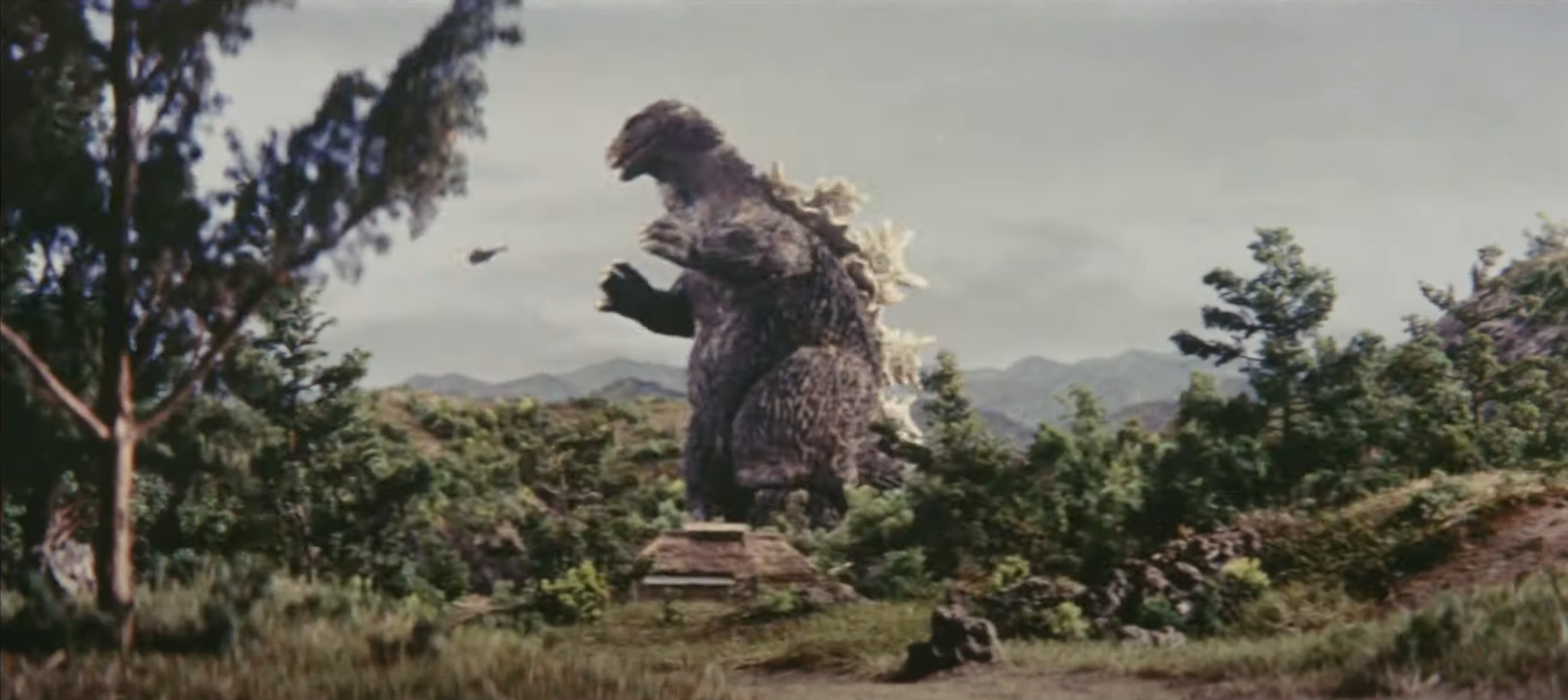
映画のワンシーン

自社提供のテレビ番組『世界驚異シリーズ』の聴取率不振に頭を痛めるパシフィック製薬宣伝部長の多湖は、南太平洋メラネシアに属するソロモン諸島の南部に位置するファロ島に伝わる「巨大なる魔神（）」が目覚めたとの噂を仕入れ、これを聴取率アップの決定打にしようと企む。提携先のテレビ局TTVのカメラマン・社会教育部員の桜井と古江はたった2人の探検隊として仕立てられ、ファロ島へ派遣される。乗り気でない桜井に対し、時を同じくして妹のふみ子の婚約者である藤田は、新開発の特殊繊維のテストを行うため、しばらく日本を離れるという。
一方、北極海では海水の温度上昇が始まり、調査のために原潜シーホーク号が国連派遣の科学者を乗せて現地へ向かう。海上には青白く発光する氷山があったが、実はそれこそがゴジラが眠る氷塊だった。まもなく氷が解けたことで目覚めたゴジラは原潜を沈め、某国基地を破壊して移動する。生物学の権威である重沢博士は、ゴジラは帰巣本能によって日本へ戻ると予測し、国内ではゴジラの話題で持ち切りになる。その影響で「巨大なる魔神」は話題にならず、多胡にとってゴジラはいら立ちの種でしかなかった。
ファロ島に上陸した桜井と古江は、島民たちの間に根強い魔神信仰があり、かつ「巨大なる魔神」が実在することを知る。その夜、海から現れた大ダコに島は大混乱となるが、そこへ山奥から巨大なる魔神=キングコングが出現し、大ダコを追い払う。キングコングは島民たちの用意した赤い汁を飲み干し、彼らが踊りと共に捧げる祈りの歌を聴くと、たちまち深い眠りに就いてしまった。キングコングを日本へ連れて帰ろうとの桜井の発案は、日本に一大旋風を巻き起こす。その手応えにほくそ笑む多湖は、部下の「キングコングとゴジラ、どちらが強いか？」という一言から次なる宣伝アイデアを思い付く。
そのころ、藤田を乗せた第二新盛丸が北海道沖にてゴジラの潜航波によって遭難するという事件が発生し、慌てたふみ子はすぐさま現地へ向かう。だが、藤田は一足先に根室港にて下船したため、命拾いしていた。ゴジラは松島湾から上陸して本土を南下する途上にあり、ふみ子を乗せた急行つがるも運転を中止してゴジラに破壊されてしまう。逃げ惑う人々の波から1人はぐれてしまったふみ子を救ったのは、事情を知って追ってきた藤田だった。
自衛隊によってゴジラ対策が急がれる一方、洋上ではキングコングが眠りから覚め、本土へ向けて北上を開始する。千葉東海岸から上陸したキングコングは、あたかも本能に導かれるように南下するゴジラを目指して進み出す。そして、ついに那須高原にて合いまみえるが、緒戦はゴジラの放射能火炎に分があり、悠々と構えるゴジラを前に対抗できないキングコングは引き下がらざるを得なかった。
しかし、自衛隊による100万ボルト作戦が闘いの行方を想定外の方向へ導く。高圧電流を苦手とするゴジラの首都圏侵攻は食い止められたものの、キングコングは高圧線に触れたことにより、ゴジラへの強力な対抗手段である帯電体質を得ていた。東京へ侵入したキングコングは、後楽園駅付近にて丸ノ内線の電車をつかみ上げて1人の女性を攫うが、それは避難の最中にまたも藤田とはぐれてしまったふみ子だった。ふみ子に満悦のキングコングは警戒網が張られた都内を進行し、彼女を攫ったまま国会議事堂へよじ登る。うかつに攻撃できない自衛隊や、駆けつけた桜井と藤田をよそに、キングコングはふみ子を手にしたまま悠然と休む。全身にキングコングへの怒りを表して罵倒する藤田の姿に、桜井はファロ島にて原住民の踊りとドラムの音、そして赤い汁でキングコングが眠り込んだことを思い出し、赤い汁から抽出したファロラクトンを用いた麻酔弾でキングコングを眠らせる作戦を思い立つ。作戦は成功してキングコングが再び眠りに就き、ふみ子は無事に救出される。
キングコングは藤田の開発した特殊繊維のワイヤーとヘリウムガスの風船で吊るされ、富士山麓を進行中のゴジラのもとへ空輸されることが決まる。いずれも脅威でしかない両者を共倒れさせる作戦により、再び合いまみえたゴジラとキングコングは激戦を展開する。ゴジラの放射能火炎とキングコングの放電が激突した末、両者はもみ合ったまま巨大な波しぶきをあげて熱海の海中へ落下する。やがて、沖合に浮上したキングコングはそのままファロ島を目指して南方へ逃れ、多湖は宣伝を断念する。一方、ゴジラは浮上しないまま行方不明となる。人々に未知なる自然の脅威と教訓を残しつつ、二大怪獣の死闘は終わりを告げた。

## 登場人物
桜井 修（）
本作品の主人公。民放テレビ局・TTVのカメラマン。『世界驚異シリーズ』の視聴率向上のため、「巨大なる魔神」の取材班員としてファロ島へ派遣される。妹のふみ子と公営団地に二人住まい。ドラムが得意な元ミュージシャンで、欠員補助として自らCMに出演することもある。表面上は常識人然と振る舞っているが、一度決めるとことんまで突っ走ってしまう言動が多く、ふみ子曰く「呑気なくせに向こう見ず」。
- 桜井がファロ島の酋長に対して片言で喋りかけるのは演じる高島忠夫のアドリブであり、監督の本多猪四郎は高島の持ち味が面白く出たと評している。
- 劇中で披露するドラムは、髙島の特技を活かしたものである。

藤田 一雄（）
繊維メーカー・東京製綱の技術者。「鋼より強く絹糸よりしなやか」と称する特殊繊維の開発に携わっている。桜井兄妹と同じ団地に住んでおり、ふみ子とは恋人同士である。修に対しては敬語を使っていたが、後にため口になる。特殊繊維の船具用試作品テストのために乗船していた大型貨物船がゴジラの潜航波によって東北太平洋沖で遭難し、新聞で安否不明者の1人として報じられたが、実際は根室に寄港した際に下船していた。キングコングの東京襲撃の際も避難中にふみ子とはぐれて電車に乗り損ねたため、二度も難を逃れた強運の持ち主。
その後、特殊繊維はキングコング輸送作戦に用いられる。
- 脚本決定稿までは、藤田とふみ子の結婚式がラストシーンとなっていた。

古江 金三郎（）
TTVの演出部員。桜井とともにファロ島へ赴く。当初は乗り気だったが、弱気な性格が災いし船酔いとファロ島の苛酷な環境で高熱とノイローゼに陥り、多湖の言動に対して反攻的な態度を向ける。
- 演じる藤木悠は、役作りにあたってはアメリカ映画珍道中シリーズに出演したボブ・ホープを意識したと述べている。

多湖部長（）
パシフィック製薬の宣伝部長。定年前に大きな業績を挙げようと躍起になっている典型的な猛烈型サラリーマンであり、自社がスポンサーを務めるTTVの『世界驚異シリーズ』の聴取率を上げるため、ファロ島の「巨大なる魔神」の取材を企画する。桜井曰く「無鉄砲に之繞（）が掛かった」性格で、キングコングを自社のイメージキャラクターに仕立て上げようと見境なく立ち回った結果、日本中を大騒動に巻き込んでしまう。
- 本多は、多湖はゴジラとキングコングに並ぶ本作品の要であり、当時のサラリーマンの生き様を表した物語の主役であると述べている。また、本多によれば演じる有島一郎は楽しんで演じていたといい、それが画面にも現れていると評している。
- 海外版では「ヨシオ・タコ」というフルネームが設定された。

重沢博士（）
生物工学博士。アドバイザーとして防衛庁の自衛隊の対策本部に招集され、ゴジラとキングコングの動向を分析する。ざっくばらんな口調だが、帰巣本能からゴジラの日本上陸を予測するなど的確に分析を行う。

桜井 ふみ子（）
カメラ店に勤務する桜井修の妹で、藤田の恋人。藤田の安否確認のために東北へ向かう道中でゴジラに襲われ、その後も東京からの避難の最中にも丸ノ内線でキングコングに捕まるなど、散々な目に遭う。
- 決定稿まではふみ子が働くカメラ店の描写が存在したが、改訂稿でアパートの場面に差し替えられた。

たみ江（）
桜井兄妹および藤田と同じ団地の住人。ふみ子と同じカメラ店に勤務しており、桜井と古江の壮行会に顔を出すほど仲が良い。ふみ子を北海道に行かせるが、すれ違いで帰還した藤田に驚く。

大貫博士（）
原子科学者。自衛隊の対策本部に招集され、100万ボルト作戦のアドバイザーを務める。
- 決定稿で追加された人物で、それまでは重沢博士が役割を兼ねていた。

大林（）
パシフィック製薬の宣伝部員。上司である多湖の無鉄砲な言動に振り回されている。

牧岡博士（）
パシフィック製薬の新薬開発に従事する薬学博士。ファロ島で「巨大なる魔神」が甦ったという噂を聞きつけた。南方の赤い実から開発したファロラクトンが麻酔弾作戦に用いられることとなる。

コンノ
ファロ島でガイド兼通訳を務めるパプア人。
- コンノが用いる英語交じりの言葉は、当時ポリネシアなどで原住民が実際に用いていた言語であり、英語とフランス語に精通していた助監督の谷清次が研究して再現した。

チキロ
ファロ島の少年。コンノの頼みで赤い汁を取りに行った際、大ダコに襲われる。

## 登場怪獣
ゴジラ

キングコング

大ダコ

### 大トカゲ
ファロ島のジャングルに生息するトカゲ。全長1メートルで、「ピーピー」と鳴く。
雷に驚いた古江に尻尾を掴まれ、振り回されてしまう。
- チャンピオンまつり版では登場シーンがカットされている[118][119]。一時期はこのバージョンしか公開されていなかったため、幻のキャラクターとなっていた[115]。特写スチールも1枚しか確認されていない[117]。

## 登場兵器・メカニック

### 架空
シーホーク号
国連から派遣された原子力潜水艦。水温が上昇した北極の調査に向かうが、光る氷山の中から現れたゴジラによって沈められる。
- 検討用台本では、すでに遭難した状態となっており、救援艦のブンダーバール号が登場していた。続く準備稿でブンダーバール号の出番が削除され、シーホーク号の描写に差し替えられた。
- ミニチュアは、郡司模型による6尺のものと、特撮班美術部による後部のみ9尺のものが制作された。

無反動砲搭載ジープ

### 実在

#### 自衛隊
M4中戦車（M4中戦車シャーマン、M4A3E8シャーマン戦車、M4シャーマン戦車）
陸上自衛隊所属車両が登場。ふみ子をつかんだまま国会議事堂に登ったキングコングを包囲する。この車体には米軍の星マークがある。
また、ゴジラが襲う某国の北方軍事基地に配備されていた戦車としても登場しているが、この車体には赤い星が描かれている。
- カットされた高崎のシーンでも登場していた。

2トン半トラック・3/4tトラック
陸上自衛隊所属車両が登場。各地へ自衛官たちを輸送する。

1/4tトラック
陸上自衛隊所属車両が複数登場。また、藤田がゴジラから逃げ惑う人々の波から1人はぐれてしまったふみ子を救うため、これに乗って駆け付ける。

H-19A多用途ヘリコプター（シコルスキーUH19、シコルスキーH-19 はつかり）
陸上自衛隊所属機が登場。仙台を襲撃するゴジラを警戒した所属部隊は不明だが、キングコングの警戒を担当したのは霞ケ浦偵察飛行隊の同型機である。作中の随所にて、ゴジラやキングコングの動向を監視するために飛び回っており、終盤ではキングコングの輸送作戦で指揮機を務めている。

KV-107II-4中型輸送ヘリコプター（ボーイング・バートル、バートルV107II、川崎KV-107II しらさぎ）
川崎航空機がライセンス生産する陸上自衛隊所属機が登場。キングコングをヘリウムガスの風船と特殊繊維製のワイヤーで吊り下げ、ゴジラのいる富士山頂へ空輸する。
また、アメリカ海軍所属機も登場しており、北極海で消息を絶ったシーホーク号を捜索中、氷山の中から出現したゴジラを発見する。
- 公開当時は自衛隊には未配備であった。

M1カービン
自衛官たちが携行している。

十四年式拳銃
自衛隊の幹部が装備。ただし、映っているのは握りの部分のみである。

#### 民間
プリムス・フューリー2代目
パシフィック製薬宣伝部の社用車。桜井たちはこれに乗り、キングコングとゴジラの最初の対決の場である中禅寺湖に向かった。

シボレー・インパラ3代目
重沢博士の車。

いすゞ・TXタンクローリー
ゴジラ埋没作戦で川にガソリンを流すために使用された車両。
- 石油ブランドは、『ゴジラの逆襲』に登場したものと同じくカルテックス。車両は日本石油所有のものを借りている。

シコルスキー S-55
多湖を乗せてチャーター船へと飛んだヘリコプター。
- 撮影には実機とミニチュアが用いられた。

大安丸
桜井と古江をファロ島へ送るためにパシフィック製薬がチャーターした貨物船。帰路では、コングを乗せた筏を曳航した。
- キングコングを輸送する貨物船のミニチュアは、エンジンを内蔵した10メートル大のものが用いられた。本編では、東宝撮影所第9ステージに実物大の甲板セットが組まれた。

マーリンM336
ファロ島探検隊が装備するレバーアクション小銃。ファロ島に上陸してきた大ダコに対して使用されるほか、洋上輸送中に麻酔が切れてキングコングが暴れ出した際、万が一の事態に備えて筏に取り付けられていたTNT火薬を爆発させるためにも使用される。

#### 鉄道
急行つがる
ゴジラ接近で緊急停車して乗客たちを避難させた後、ゴジラに破壊される。
- 車両は実際に運行していたものではなく、当時最新の特急電車車両の161系である。美術部が制作した模型の一覧ではつがるは電気機関車1両と客車9両となっており、書籍『キングコング対ゴジラコンプリーション』では「当初は本来の車輌を制作する予定であったが途中で変更された」と推測している。なお、実際の161系は直流電車であり、直流電化の終わる黒磯駅以北での走行は不可である。
- 停車する列車から乗客が逃げるシーンは、国鉄御殿場線谷峨駅の先で実際に車両を停車させて撮影した。本多は、製作担当は苦労するが当時は頼めばやってくれたと述べている。

丸ノ内線
後楽園駅付近で走行中にキングコングに掴み上げられて高架橋も破壊される。
- ミニチュアのほか、実物大セットも制作された。

## 設定
パシフィック製薬
家庭薬ブームで成長した製薬会社。TTVの番組『世界驚異シリーズ』のスポンサーを務めており、ライバル会社セントラル製薬が提供するQTVの『シーホーク号海底探検シリーズ』に対抗している。
代表的な商品は強壮剤「パシン錠」であり、マスコットキャラクター「パシン坊や」も存在する。
- 名称は、セントラル製薬とともに日本のプロ野球リーグ（パシフィック・リーグ、セントラル・リーグ）に由来する。検討用台本での名称は「上杉製薬」であった。続く準備稿でパシフィック製薬と改名されたが、一部の記述は上杉製薬のままとなっていた。
- パシン坊やの人形は、エーザイの酔い止め薬「トラベルミン」のマスコットキャラクター「トラベル坊や」を流用している。人形は、2021年時点で現存が確認されている。
- セントラル製薬の本社上空に『海底探検シリーズ』のアドバルーンが上がっている様子も撮影されていたが、カットされた。

ファロ島
ソロモン群島・ブーゲンビルの南方100キロメートルに位置する孤島。「巨大なる魔神」ことキングコングが棲んでいる。
島に自生している赤い実には催眠効果があり、牧岡博士がこれを元に新薬ファロラクトンを開発する。

埋没作戦
自衛隊による対ゴジラ作戦。川に石油を流してゴジラを巨大な落とし穴に誘導し、その中で毒ガス弾を炸裂させて窒息させることを目論んでいたが、毒ガスを耐えられてしまったことから失敗する。
- 検討用台本では描写がなく、続く準備稿で追加された。

百万ボルト作戦（100万ボルト作戦）
陸上自衛隊による防衛作戦。送電線に100万ボルトの高圧電流を流し、ゴジラとキングコングの進路を変えさせて東京への侵入を防ぐことを目的とする。ゴジラに対しては進路を変更させることに成功するが、キングコングは電気を吸収して帯電体質となり、突破してしまう。
- 決定稿までの名称は「20万V作戦」であった。

## キャスト
- 桜井修[出典 46]：高島忠夫
- 藤田一雄[出典 47]：佐原健二
- 古江金三郎[出典 48]：藤木悠
- 多湖部長[出典 49]：有島一郎
- 東部方面隊総監[出典 50]：田崎潤
- 重沢博士[出典 51]：平田昭彦
- 桜井ふみ子[出典 30]：浜美枝
- たみ江[出典 52]：若林映子
- チキロの母[出典 53]：根岸明美
- 酋長[出典 54]（部族長[87]）：小杉義男
- 第二新盛丸船長[出典 55][注釈 14]：田島義文
- 祈祷師[出典 56]（ファロ島）：沢村いき雄
- 大貫博士[出典 57]：松本染升
- 海上自衛隊幹部[出典 58]（海上幹部自衛官[3][101]）：三島耕
- 大林[出典 59]：堺左千夫
- 牧岡博士[出典 60]：松村達雄
- 通訳コンノ[出典 61]：大村千吉
- 爆破責任者[出典 62][注釈 15]：山本廉
- パシフィック製薬宣伝部員[158][179]（部員B[出典 63]、パシフィック製薬部員B[24]、宣伝部員B[87]）[注釈 16]：加藤春哉
- チャーター船船長[出典 64]（大安丸船長[47][180]）：大友伸
- 東部軍陸上第二部長[出典 65]（東部方面隊情報部長[出典 66]、東部軍陸上二部長[3][87]）：桐野洋雄
- 東部軍陸上第一部長[出典 67]（東部方面隊作戦部長[12][178]、東部軍陸上一部長[87]）：堤康久
- 第二新盛丸通信係[出典 68]：中山豊
- 警戒の警官[出典 69]：古田俊彦
- 新聞記者[158][185]（新聞C社記者[80][87]）：草川直也
- 陸上自衛隊幹部[出典 70]：津田光男
- アパートの住人[47]（団地の母親[187][178]、団地の住人[87]）：東郷晴子
- TV解説者[出典 71]（世界驚異シリーズ解説者[188][87]）：田武謙三
- 警察幹部[出典 72]：熊谷二良
- 避難の男[12][159]：土屋詩朗
- 野次馬[158]（松戸の野次馬[190]、野次馬B[80][87]）：小川安三
- 野次馬[158]（松戸の野次馬[191]、野次馬A[80][87]）：鈴木和夫
- 新聞記者[158][192][注釈 17]：三井紳平
- 新聞記者[158][187][注釈 18]：橘正晃
- 東部軍施設課長[出典 73]：坂本晴哉
- 急行つがるの乗客[出典 74]：峯丘ひろみ
- チキロ[出典 75][注釈 19]：平野治男
- 計算機係[158]（計算機係B[159]）：丘照美
- 宣伝部員A[出典 76]（部員A[101]）[注釈 20]：千葉一郎
- 計算機係[158]（計算機係A[159]）：紅美恵子
- シーホーク号船長[出典 77]：ダグラス・フェーン
- 調査団[158][197]（調査団員A[83][80]、調査団A[101][87]）：ハロルド・コンウェイ
- 調査団[158][198]（調査団員B[83][80]、調査団B[101][87]）：オスマン・ユセフ
- キングコング[出典 78]：広瀬正一
- ゴジラ[199]：中島春雄
- ゴジラ（補佐）[199][注釈 21]：手塚勝巳

### キャスト（ノンクレジット）
- トラックの運転手：越後憲三[80]
- 第二新盛丸操舵士：荒木保夫[203][204]
- パシフィック製薬社員：桂伸夫[205][206]、須田準之助[207]
- パシフィック製薬社員[208]、シーホーク号調査団員[200][209]：日方一夫[出典 79]
- テレビスタッフ：河辺昌義[210][211]
- ファロ島民、警察幹部：西条悦郎[212]
- ファロ島民：篠原正記[出典 80]
- 記者：渋谷英男[出典 81]
- 急行つがるの乗客：毛利幸子[216]
- 海上自衛隊幹部：山田圭介[217][87]
- 宣伝部員：佐竹弘行[87]
- 住民：安芸津広[87]、藤本圭一郎[87]
- ファロ島民[218]（住民[87]）、つがるの乗客[218]：榊田敬二
- 船員：鈴木治夫[219][87]、坪野鎌之[220][87]、鈴川二郎[87]、鈴木邦夫[87]
- 団地の住人の息子：金子吉延[出典 82]
- 陸上自衛隊員：岡部正[87]
- 監視ヘリコプター操縦士：津田彰[87]
- ヘリコプター操縦士：権藤幸彦[87]
- 陸上自衛隊幹部：草間璋夫[223][87]
- 自衛隊員、地下鉄の避難民：緒方燐作[224]
- 白いベレー帽の記者：伊藤実[225]
- ファロ島島民、霞ケ浦飛行隊無線音声：勝部義夫[226]
- パシフィック製薬関係者、ファロ島民、新聞記者：吉頂寺晃[182]
- パシフィック製薬社員：今井和雄[227]
- パシフィック製薬社員、新聞記者：加藤茂雄[228]
- 自衛隊通信員：古谷敏[229]
- 自衛隊員、ファロ島民：岡豊[230]
- 急行つがるの乗客：東静子[231]
- TVスタッフ：門脇三郎[232]
- パシフィック製薬社員、大安丸船員：大仲清治[233]

### 海外版出演者
- ジョンソン博士：ハリー・ホルカム（英語版）[234]
- ナレーター：レス・トレメイン（英語版）[235]

## スタッフ
参照
- 製作：田中友幸
- 脚本：関沢新一
- 撮影：小泉一
- 美術：北猛夫、安倍輝明
- 録音：藤好昌生
- 照明：高島利雄
- 音楽：伊福部昭
- 整音：下永尚
- 監督助手（チーフ）：梶田興治
- 編集：兼子玲子
- 音響効果：西本定正
- 現像：東京現像所
- 製作担当者：中村茂
- 監督助手：橋本幸治、渡辺邦彦、谷清次
- 美術助手：鈴木一八、石田良之、荒巻宏俊、頓所修身、菊地秋良
- 舞台責任者班長：田中喜一
- 舞台責任者組付：徳竹信義、大谷忠
- 小道具組付：河原正高、吉田侃一郎
- 衣裳：池田誠
- 特殊機械；関根義雄、田中豊雄
- 記録；小林孝子
- スチル：田中一清
- 音楽事務：原田英雄
- 経理担当：永木友博
- 宣伝係：本間宏
- 製作係：坂井靖史
- 作品係：中島清
- 振付：青木賢二
- スチール：中尾孝
- 特殊技術
  - 撮影：有川貞昌、富岡素敬
  - 光学撮影：幸隆生、真野田幸雄、徳政義行
  - 美術：渡辺明
  - 照明：岸田九一郎
  - 合成：向山宏、三瓶一信
  - 製作担当者：成田貴
  - 監督助手：中野昭慶
  - 助監督：浅井正勝
  - 撮影助手：真野田陽一、唐沢登喜麿、山本武、鶴見孝夫、向井賢哉、宮西武史、川北紘一
  - 照明助手：原文良、木村節二、蚊爪営二、小林健二、望月英樹、北川忠利、松本衆三、隅田成孝
  - 照明助手（準）：内田森三
  - 美術助手：井上泰幸、入江義夫
  - 小道具：山本久蔵
  - 模型：倉方茂雄
  - 電飾：鈴木昶
  - 背景：鈴木福太郎
  - 工作：飯島周次郎
  - 造形：利光貞三、八木康栄、八木勘寿
  - 石膏：小田切幸夫、冨樫一、照井栄
  - 特殊機械：中代文雄、小川昭二、石井威、松本光司
  - 合成撮影：三瓶一信
  - 特撮作画：幸隆生、飯塚定雄
  - 特撮編集：皆川泰陳、石井清子
  - 記録：久松桂子
  - 製作係：関和郎
- 特技監督：円谷英二
- 監督：本多猪四郎

### 海外版
参照
- プロデューサー：ジョン・ベック
- 演出：トム・モンゴメリー[35]
- 脚本：Paul Mason,Bruce Howard,Willish.O'Brien
- ストック音楽：Robert Emmett Dolan,Henry Mancini,Milton Rosen,Herman Stein
- 音楽：Joseph Gershenson
- 音楽監督：Pete Zinner
- 音響効果：William L.Stevenson

## 製作

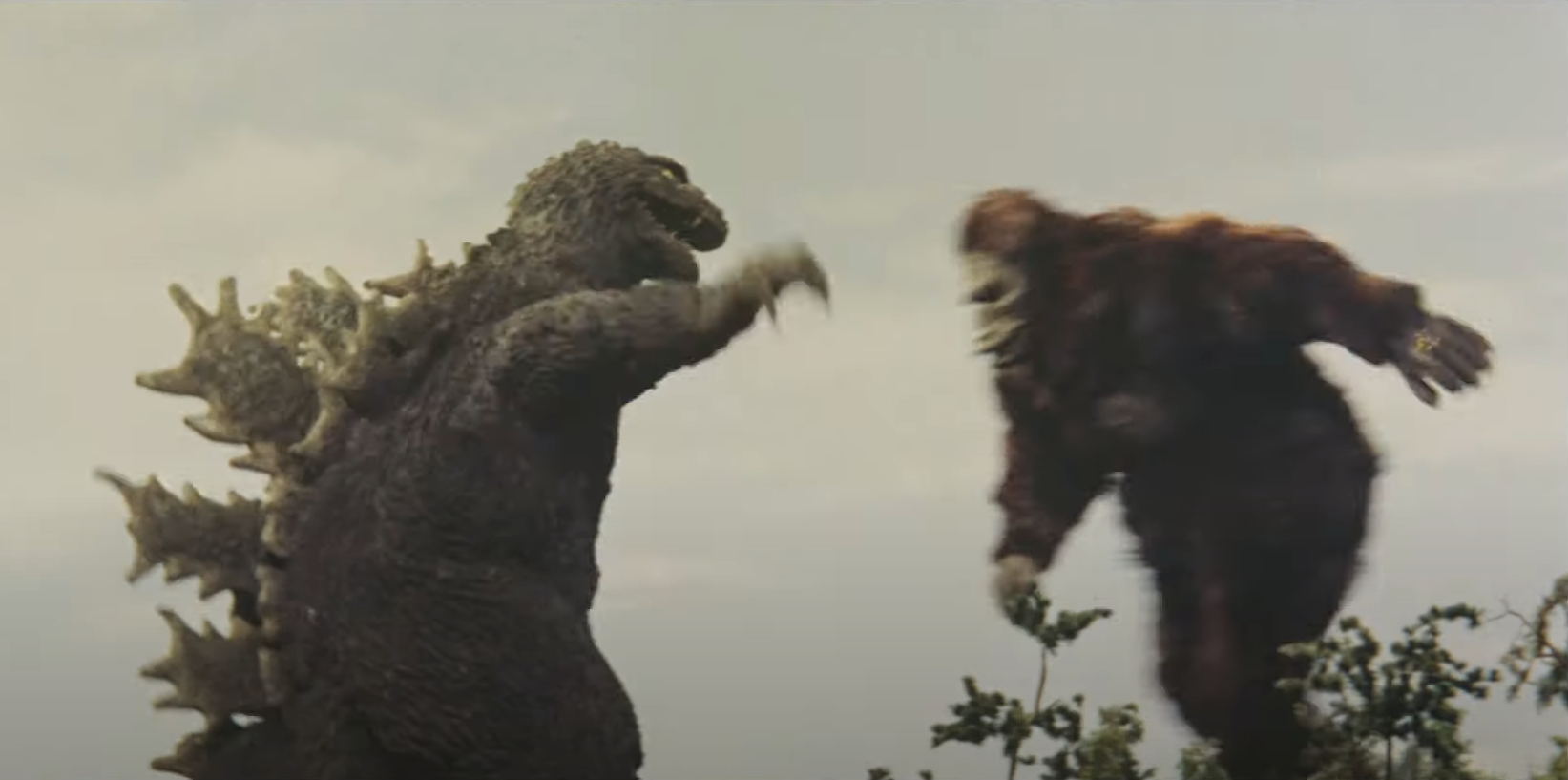
映画のワンシーン

本作品の基となったのは、1933年版『キング・コング』以降は不遇をかこっていた特撮マンのウィリス・オブライエンによって1961年にRKOに提出された、『キングコング対フランケンシュタイン』というタイトルの映画企画案であり、これは「フランケンシュタイン博士の孫が秘密裏に創造していた巨大合成怪獣と生存していたキングコングが戦う」というものだった。RKOに数点のスケッチを含むこの映画の企画書を提出した後、映画プロデューサーのジョン・ベックによりオブライエン本人も知らぬうちに『キングコング対プロメテウス』と改訂されて東宝に売り込まれ、本作品に至った。後年に本作品の存在を知ったオブライエンは、ひどく落胆したという。
ゴジラの登場について、東宝プロデューサーの田中友幸は『モスラ』（1961年）のヒットを受けてゴジラの復活を望む声が東宝社内で挙がっていたという。脚本を担当した関沢新一は、当初『ゴジラ対キングコング』のタイトルで執筆していたが、アメリカ側への配慮から『キングコング対ゴジラ』になったと述べている。
本編の助監督を務めた梶田興治によると、キングコングの権利者であるRKOは東宝との契約に当たり、企画者の田中友幸自らが渡米して契約を結び、キングコングの名称使用権の契約料5年間分として8,000万円を要求した。東宝は当時の劇場映画3本分の制作費に匹敵するこの莫大な支払いの見返りを充分に受け、1,000万人を超える封切動員数を稼いだ。特撮キャメラマンの有川貞昌は制作に当たり、「とにかく久しぶりにゴジラ映画を作れるんだと、スタッフ一同とても嬉しい気持ちだった」と語っており、円谷英二以下特撮スタッフはゴジラよりも新怪獣のキングコングをどのように描くか、ひたすら尽力したという。当時、新人の撮影助手であった川北紘一は、現場はゴジラの新作を作れることよりも、キングコングを日本で撮れることの興奮が大きかったと証言している。
本作品ではゴジラとキングコングの対決は曖昧な形で終わっているが、これは自国のキャラクターを敗者にすることを避けるために日米の関係者が議論を重ねた末の結果と言われている。脚本でも対決の決着は書かずに終わっている。
富士山、国会議事堂、熱海城などの舞台は、海外の観客を意識して選ばれた。検討用台本では、ゴジラが襲撃する軍事基地はセントローレンス島米軍基地と記されており、その後は歯舞群島へ進行するという展開になっていた。同稿ではクライマックスの舞台が千本松原となっていたが、準備稿および決定稿ではゴジラが松島に上陸して仙台市へ進行するという展開になった。決定稿はラストシーンが描かれていないものも存在しており、こちらはマスコミ配布用と推測されている。ゴジラとキングコングの初戦は、決定稿まで中禅寺湖が舞台であったが、改訂稿で那須高原となった。
本作品の宣伝では、当時日本最大となる10シートポスターが制作された。タイアップについては、藤田が「試作品」として披露してキングコングの輸送にも使われる「鋼よりも強く、絹糸よりしなやか」な新時代の鋼線は、東京製綱のワイヤーロープの宣伝でもある。また、登場人物がバヤリースを飲む場面が頻繁に出てくるほか、看板のミニチュアも登場している。
その後、本作品のヒットにあやかり『続・キングコング対ゴジラ』という続編企画が立てられたが、関沢新一によるプロットが作成されたのみで未制作に終わっている。その内容は、巨大サソリとキングコングの戦いから始まった後、本作品で死んだゴジラが熱海の海から引き上げられて放電によって蘇生し、阿蘇山麓にてキングコングとの最終決戦に突入するが、新火口の噴火から爆発に遭って両者とも生死不明になるというものであり、コラムニストのなべやかんは『モスラ対ゴジラ』『フランケンシュタイン対地底怪獣』『フランケンシュタインの怪獣 サンダ対ガイラ』に通じるような作品だったと述べている。

### 撮影
監督の本多猪四郎は、当初キングコングの起用には抵抗があったが、会社からは強く要望されたといい、やるとなったからには一生懸命であったと述べている。本多は1933年版『キング・コング』を研究した結果、キングコングへの美女の悲鳴が演出上の要になると考え、該当シーンの演出や浜美枝への演技指導に力を注いだが、彼女の喉をからせるほどだったそのことへの申しわけなさから、1967年公開の『キングコングの逆襲』では浜を女性スパイ役にキャスティングしたという。浜がキングコングの手の実物大セットに掴まれるシーンは特撮班が撮影を担当したが、本多も演技を指導するために立ち会った。
桜井と古江のTTVコンビや多湖をはじめとするパシフィック製薬の描写は、東宝のサラリーマン喜劇の要素を取り入れている。主演の高島忠夫と藤木悠のコンビは、前年の『サラリーマン弥次喜多道中』に続いての起用であった。本多は、喜劇にしようと思ったわけではなく、会社命令で一生懸命やる人間の滑稽さを見せることが狙いであったといい、本人たちが真面目にやればやるほどおかしくなるという描き方をしている。ダブルヒロインであるふみ子とたみ江は、壮行会のシーンで和装と洋装で分けるなど個性を強調している。
クランクインは1962年5月14日を予定していたが、浜の負傷を受けて17日へ延期された。
団地のセットのみ、東宝撮影所ではなく三幸スタジオの第3ステージにて撮影された。外観は東宝撮影所付近に建っていた団地「大蔵住宅」を用いており、避難する住民のシーンなどが近隣にて撮影された。
『世界驚異シリーズ』のシーンは6月10日に第6ステージのセット、シーホーク号の艦内セットは当時竣工したばかりの東宝撮影所第11ステージにてそれぞれ撮影された。
パシフィック製薬のセットは、第1ステージに2階建てのものが組まれた。多湖が魔神様御席と題したソファを用意して悦に入るという場面も撮影されたが、カットされた。
防衛庁のシーンは、鉄道技術研究所の前庭にて撮影された。
急行つがるの乗客が避難するシーンは神奈川県山北町にて撮影されたが、ロケ地の多くは1978年にダム湖として誕生した丹沢湖に沈んでいる。
藤田役の佐原健二は、マンションからロープでぶら下がるシーンの撮影において実際に3メートルほど浮いており、演技で「絶対に切れない」という信頼を見せていたが、自身はロープが切れたらステージの床に落ちる恐怖を感じていたという。佐原は、後年のインタビューにおいても同シーンを印象に残った撮影に挙げている。
ゴジラを誘導するために河川にガソリンを流して火を放つシーンの撮影中、本多は誤って斜面を30メートルも滑落して負傷してしまったため、このシーンと藤田がジープを走らせるカットは助監督の梶田興治が演出した。その後、本多は後半の撮影に包帯姿で参加している。
ファロ島のロケは伊豆大島や江の島などにて行われた。村の広場のセットは、第9ステージにて撮影された。チキロ役の平野治男は、ステージ内に村が1つできたようであったと述べている。村を囲う木の杭は、『キングコング』での描写を踏襲している。島民がコングを囲むシーンは、第8ステージでのブルーバックで撮影された。
島民役のエキストラには、東宝芸能学校の生徒も動員された。島民役の俳優は、全身にドーランを塗って体色を表現している。平野は、全身に刷毛で塗る液体が冷たくて震えていたと述懐している。また、赤い実の汁は絵の具を溶いたようなもので、見るからに飲めるような代物ではなかったという。特撮班助監督の中野昭慶は、ブルーバックの撮影ではライトが強く当てられるために室温が50度から60度ぐらいになっており、島民役のエキストラの中には全身に塗ったドーランのせいで発汗できず熱中症で倒れた者も数名いたという。原住民の言語は、日本語のセリフをローマ字に置き換えたものを逆さに呼んでいる。酋長や祈祷師のセリフには、ピジーイングリッシュも取り入れている。
ふみ子がキングコングに拐われて藤田が地団駄を踏むシーンは、クランクアップ後に追加撮影されたものである。佐原は撮影完了済みのシーンであるために疑問に思ったが、もう1カットないとつながらないからという理由であった。佐原は「より懸命さが伝わるカットになったと思う」と述懐している。自衛隊の移動指揮所は飯野海運ビルの屋上を借りて撮影していたが、追加撮影では第9ステージにセットを組んでいる。
金子吉延が演じる団地の子供は、脚本では母を「おかあちゃん」と呼んでいたが、完成作品では「ママ」と呼んでいる。金子は、本多から役について「いいとこの子供だから」と説明を受けたが、当時は「ママ」と呼ぶ子供は一般的ではなかったほか、別のドラマで「かあちゃん」と呼ぶ役を演じていたこともあり、なかなか「ママ」というセリフを言えなかったという。
東部方面隊総監が国会議事堂前にて双眼鏡を覗くシーンは、同じアングルで撮影した別のカットをつないだジャンプカットとなっている。この部分はフィルムが切り替わる巻変わりに該当し、完成台本に記されていた国会議事堂の描写が存在しないため、不自然なつなぎになっているものと推測されている。
本作品の撮影にはタイの留学生が見学に訪れており、そのうちの1人は後に『ウルトラ6兄弟VS怪獣軍団』などを手掛けるソンポート・センゲンチャイであった。本多によれば、ソンポートは熱心に撮影現場を勉強していたほか、本多の滑落した場面も写真に収めていたという。その後、本多は作品のダビングで東宝を訪れていたソンポートと再会している。

### 特撮
ゴジラとキングコングの扱いについて、本編監督の本多はそれぞれが日米を象徴する形での対決を望んでいたが、特技監督の円谷英二は日米関係なく子供でも楽しめる怪獣同士が絡み合う面白さを優先し、特撮でもコミカルな描写を取り入れていった。撮影の有川貞昌は、どちらかといえば本多の意見に賛同していたと述べており、従来のゴジラとは異なるイメージを指示する円谷に困惑するスタッフも多かったという。本多は、本作品以降ゴジラが擬人化していったことに対して否定的な意見を後年のインタビューで述べている。
両者のパワーバランスについても、円谷は日本の映画では日本の怪獣であるゴジラの方が強いとしつつも強すぎては物語にならないため、「その都度適当にやろう」という方針であったという。スーツの構造上、ゴジラはキングコングよりも頭が高い位置にあるため、両者が並ぶ場面ではキングコングを台に乗せて釣り合いをとり、対等な力関係を表現している。
第1作『ゴジラ』では画面はスタンダードサイズで、ゴジラをアップにすることで恐怖感を演出していたが、東宝スコープとなった本作品では横長に広がった画面でのロングショットが多くなった。対決シーンのセットは平坦な作りであったため、有川は映画『用心棒』を意識し、物語性のある画面作りやアクションの面白さを見せる画面構成を意図したと語っている。
熱海城のセットは、大プールに設営されたオープンセットとスタジオセットが併用された。後者では水を張っていない。
撮影の富岡素敬は、プールでの撮影でゴジラとキングコングが熱海城を壊しながら海に落ちる際、崩れる城壁の角を画面に入れるよう円谷から厳命されていたが、ゴジラの動きに合わせて城壁も映すことは難しく、そちらに気を取られて怪獣を撮り逃す方が問題であるため、本番でも城壁が入らないだろうと思い、撮影したという。円谷はこれに涙を流しながら激怒し、富岡はこのときが一番怒られたというが、ラッシュで城壁が映っていたことが確認されると円谷は「使えるじゃないか」とあっさりとした態度であったといい、富岡はこの時のことは忘れられないと述懐している。ゴジラのスーツアクターを務めた中島春雄によれば円谷が激怒することは珍しく、富岡もすくみ上がっていたが、映っているとわかり安堵していたことを証言している。撮影助手であった川北紘一は、リテイクできないシーンを目測で撮り成功させた富岡の技術を評価している。
氷山のセットも大プールに設けられ、目線カットのために櫓を組んでレール撮影を行っている。そのほか、シーホーク号の航行シーンや北極基地のシーンなどでも大プールが積極的に活用された。
ブルーバックの発展によって複雑な合成が可能となり、特撮班で人物を撮影して合成する場面も多くなった。一方、ゴジラへの埋没作戦で自衛隊員がゴジラを注視するシーンは、合成ではなく約600坪の特撮ステージ内にて遠近法を用い、撮影されたものである。
後楽園付近のセットは第8ステージに組まれ、講道館や後楽園ゆうえんちなど当時の街並みを再現している。
キングコングが登る国会議事堂のミニチュアは、石膏で作られた。石膏を担当した安丸信行によれば、石膏ミニチュアは上からの力には強いため、キングコングが玄関を破壊するシーンでなかなか壊れず苦労したと述懐している。
進撃中のゴジラが高崎観音と対峙するシーンが撮影されているが、本編では使用されていない。予告編では、ゴジラが画面の手前に向かって咆哮する、本編にない映像が使われている。
ゴジラとキングコングが取っ組み合って坂を転がり落ちるシーンの撮影のため、御殿場でロケが行われたが、転がり始めると止まらず危険なため中止となった。中島によれば、撮影中止になりスタッフは喜んで夜の街へ遊びに出ていたが、円谷だけは小型の編集機を用いて編集作業を行っていたという。
キングコングの上に乗る自衛隊員のシルエットのアニメーションは、ピー・プロダクションが担当した。クレジットに記載はなく、円谷個人の発注であったとされる。
本作品のヒットを受け、ゴジラ役の中島とキングコング役の広瀬正一に撮影所から5万円の大入袋が支給された。中島によれば、大入袋が出たのは後にも先にもこのときだけであったという。

### 音楽
音楽は、『ゴジラ』（1954年）を手掛けた伊福部昭が担当。これ以降、伊福部は『怪獣大戦争』（1965年）まで連続してゴジラシリーズの音楽を手掛けた。録音は、公開の迫った1962年7月25日に行われた。
ゴジラのメインテーマには、『ゴジラ』でのゴジラが東京に上陸したシーンでの楽曲をアレンジして用いており、以後の昭和シリーズではこのメロディがゴジラのテーマとして定着していった。この楽曲は、1978年に発売されたオムニバスアルバム『ゴジラ』にて「ゴジラの恐怖」と名付けられた。
キングコングのテーマは、ゴジラとは対照的に活発で律動的な楽曲とし、トロンボーンの低音と打楽器でキングコングの力強さを表現しつつ、エレクトーンで敏捷性を表現している。自衛隊のテーマは、伊福部が手掛けた従来の怪獣映画や後年の平成ゴジラシリーズなどのようなマーチではなく、カノン形式となっており、本作品では怪獣同士の戦いが主軸であることを示している。
当時、劇伴の収録は映像に合わせて演奏を行っていたが、熱海でのキングコングとゴジラの対決シーンが長尺であったことから管楽器奏者が音を上げてしまい、テープ録音の繰り返しが用いられた。同場面では、低音部に風の効果音を出すウインドマシーンを用いている。
ファロ島の祈りの音楽は、男声20人と女声26人からなる混声合唱で、歌詞はミクロネシア諸語やポリネシア諸語を元にしている。この曲は後に『ゲゾラ・ガニメ・カメーバ 決戦!南海の大怪獣』（1970年）でのセルジオ島の祈りの音楽として流用されたほか、『大魔神』（1966年）の「魔神封じの神楽」にも一部の要素が引き継がれている。大ダコのテーマは、『フランケンシュタイン対地底怪獣』（1965年）での大ダコ出現シーンにも流用された。
藤田の部屋での食事シーンおよび壮行会のBGMは池野成が手掛けた映画『手錠をかけろ』（1959年）を、ラジオから流れる音楽は松井八郎が手掛けた映画『顔役と爆弾娘』（1959年）からそれぞれ流用している。

## 各仕様での変更点

### チャンピオンまつり版
1970年3月21日と1977年3月19日の東宝チャンピオンまつりでも再上映された。上映時間は74分。二度目の上映は、前年に『キングコング』が公開されたことに合わせたものである。
1970年の再上映時、オリジナルのネガフィルムをカットして再編集版が制作された。オープニングは、テーマ曲のイントロをBGMにキングコングとゴジラの対決シーンのハイライトを鳴き声入りで見せてからタイトルバックに変わるという構成だった。
同様にオリジナルネガがカットされた『海底軍艦』や『モスラ対ゴジラ』は複製フィルムが残っていたことから全長版での視聴が可能であったが、本作品は複製が残っていなかったことから完全な状態での視聴が不可能となった。

### ファンによる復元活動
1980年代には特撮ファンの間でも本作品が短縮版しか残っていないことが知られており、1981年に開催された「第1回アマチュア連合特撮大会」では、特撮サークル「日本特撮ファンクラブG」がテレビ放送された短縮版の録画映像に海外版ビデオや本編音声が収録されたレコードなどをビデオ編集で組み合わせた復元版が上映された。翌年の第2回大会では、さらに修正した改訂版が上映された。
1983年には、全長版の音声を用いた完全収録ドラマ版のレコードがキングレコードより発売された。このレコードには協力者として日本特撮ファンクラブGのメンバーも記載されている。
1984年に、日本特撮ファンクラブGはフィルムレンタル会社「日東映画」が保有する本作品の16ミリフィルムが全長版のものであることを確認し、サークルで上映会を行うとともに東宝側へも発見を報告した。このことは、雑誌『宇宙船』でも報じられた。フィルムは公開当時のものであったため、発見時点で褪色して傷も多い劣化した状態であった。

### ビデオマスターの変遷
1985年に発売されたビデオソフトでは、カットされた部分を前年に発見された16ミリポジフィルムの映像で補ったものが、「オリジナル復元版」と銘打たれている。また、1986年に発売されたレーザーディスクの初版では、編集作業途中のマスターが誤って製品化されてしまい、回収されるという事態も起きている。
1991年には、カットされたネガと4ch音声の素材が東宝の倉庫から発見され、復元版レーザーディスクが発売された。しかし、その後に発見されたカット部分のネガが再び行方不明となった。2001年に発売されたDVDでは、LD版のマスターを修正したものが用いられた。2008年に日本映画専門チャンネルでゴジラシリーズがハイビジョン放送された際には、オリジナルネガの残っている短縮版をハイビジョン化したものにカット部分をDVDのマスターで補ったものが放送された。
全長版の復元フィルムによる劇場上映は不可能な状況だったが、行方不明となっていたフィルムの一部が発見されたことにより、2014年にHDリマスター化を経たBDが発売され、同年11月24日には日本映画専門チャンネルで「高画質版」と銘打って放送された。ただし、カット部分のネガのうちロール1が再び行方不明となったため、いずれもフィルム原版の欠落箇所はビデオ素材のアップコンバートなどで対応している。
2016年にはロール1部分に相当する約23分のネガフィルムが新たに発見され、合計約2.7キロメートル全10巻のネガが完全に揃ったことから、全編4Kスキャン・レストアが実施された。この修復作業は、約10人の担当者が約3か月を要して傷や汚れを消す一方、特撮仕掛けのピアノ線など当時の技術は意図的にそのまま残している。音も4チャンネル磁気音声を元に位相が逆になっている部分を修正し、さらにうっすらノイズを残すことで空気感を守ったという。こうして完成した4K版は、東宝の3代目特技監督であり本作品に特撮技術班の助監督として携わった中野昭慶に「まるで最初の試写を観ているようだ」と賞賛された後、同年7月14日にはスカパー!4K総合で4Kデジタルリマスター版が、日本映画専門チャンネルで2Kダウンコンバート版がそれぞれ放送され、同日にはTOHOシネマズ新宿にてイベント上映も行われた。2021年に発売された4Kリマスター版BDでは、モノラル版音声が初収録された。

### 海外版
海外版では伊福部昭の音楽はほとんど別の曲に差し替えられているほか、パシフィック製薬のドラマが大幅にカットされ、両怪獣の対決の行方を予想する科学者のシーンなどが追加されている。キングコングとゴジラの戦いは、国連本部に衛星中継されているという設定になり、衛星の描写として『地球防衛軍』の宇宙ステーションのシーンを流用している。ラストシーンの咆哮はキングコングのみとなり、キングコングに優勢な印象を与えている。
浜美枝と若林映子は、この海外版の上映でアメリカ側のイオンプロダクションのプロデューサーに注目され、5年後に『007は二度死ぬ』のボンドガールで出演依頼を受けている。

## ビデオソフト
- カット部分を16mmフィルムから復元した完全版ビデオは1985年6月1日発売[293][268]。品番 TG1153[5][268]。
  - 1991年12月1日に廉価版が発売[29][303]。品番TG4289[29][304]。
- 再度復元作業を行なったLDが1986年10月21日に発売されるが[268]、不具合があったことから即座に回収され、修正版が発売された[292]。品番 TLL2064[5][268]
  - 発見されたカット部分のネガとステレオ録音の音源を使用した復元版LDは1991年11月1日発売[305][268]。TLL2183[304][268]
  - 1992年8月1日に発売されたLD-BOX「ゴジラ激闘外伝」に、東宝チャンピオンまつり版が収録された[306][268]。品番 TLL2190[268]
- DVD
  - ジュエルケース版は2001年4月21日発売[出典 107]。音声特典のオーディオコメンタリーには、本作品に出演した藤木悠と助監督の梶田興治が出演している[308]。品番 TDV2599[268]
  - 2005年4月22日発売の「GODZILLA FINAL BOX」に収録されている[309]。
  - 2008年1月25日発売のトールケース版「ゴジラ DVDコレクションI」に収録されており、単品版も同時発売[310]。
  - 「60周年記念版」は2014年5月14日発売[162]。
  - 「東宝DVD名作セレクション」は2016年6月15日発売[311][268]。
- Blu-ray Discは2014年7月16日発売[312][313]。前述のように、本編はHDマスターと標準画質のアップコンバートマスターが混在した仕様となっている。
- 4Kデジタルリマスター完全版をビデオグラム化した4K UHD Blu-rayとBlu-ray Discは2021年5月12日発売[268]。

## 同時上映
1962年版
- 私と私
  - 原作：中野実 / 脚本：笠原良三 / 監督：杉江敏男 / 主演：ザ・ピーナッツ

- おとぎの世界旅行
  - 脚本・監督：横山隆一 / 声：木下秀雄、徳川夢声
  - 本作品1週上映延長に伴い、1962年8月25日以降急遽上映されたアニメ。制作はおとぎプロダクション。

1964年版
- ニッポン無責任時代（1962年）

1970年版
- 巨人の星 大リーグボール
- アタックNo.1
- やさしいライオン

1977年版
- 巨人軍物語 進め!!栄光へ
- 円盤戦争バンキッド
- ヤッターマン
- まんが日本昔ばなし・桃太郎

## その他の作品
ソノシート「キングコング対ゴジラ」
東宝宣伝部の宣材として制作されたソノシートドラマ。TBSのアナウンサーを起用し、キングコングとゴジラの対決を実況中継風に描写している。BGMには『地球防衛軍』（1957年）の「地球防衛軍マーチ」が用いられた。

## 評価
脚本を担当した関沢新一は、後年のインタビューで強いて言えばとしつつ本作品を満足できた作品として挙げている。
『シン・ゴジラ』（2016年）の監督・特技監督を務めた樋口真嗣は、怪獣同士が勝手に戦って人間が傍観者になっているのではなく、仕事熱心な登場人物の行動が怪獣が戦う要因となり、当事者として絡んでいることを評価しており、登場人物が仕事熱心である点は自作『シン・ゴジラ』でも共通していると述べている。また、核の悲劇を描いた第1作から10年足らずでコメディに置き換えてしまうアプローチについても評価している。

## 後年への影響
平成ゴジラシリーズの監督や脚本を手掛けた大森一樹は、本作品から無意識に影響を受けていたといい、「ゴジラと対戦相手がともに海に落ちる」というラストを『ゴジラvsキングギドラ』と『ゴジラvsモスラ』で用いている。
2008年公開の映画『隠し砦の三悪人 THE LAST PRINCESS』では、本作品の原住民の歌が同作の火祭りのシーンにアレンジして使用されている。
2021年公開の映画『ゴジラvsコング』は、本作品のリメイクではないが同じくゴジラとキングコングの対決を描いており、本作品へのオマージュとうかがえる描写も盛り込まれている。